# Lopezia semeiandra
Lopezia semeiandra là một loài thực vật có hoa trong họ Anh thảo chiều. Loài này được Plitmann, P.H. Raven & Breedlove mô tả khoa học đầu tiên năm 1972.